# Juliet Stevenson
Juliet Anne Virginia Stevenson, CBE (Kelvedon, 30 de outubro de 1956) é uma atriz inglesa. Ela é conhecida por seu papel no filme Um Romance de Outro Mundo, pelo qual foi indicada ao BAFTA de melhor atriz em cinema. Suas outras participações no cinema incluem Emma (1996), Bend It Like Beckham (2002), Mona Lisa Smile (2003), Being Julia (2004) e Infamous (2006).